# Sumber Agung (Margo Tabir)
Sumber Agung is een bestuurslaag in het regentschap Merangin van de provincie Jambi, Indonesië. Sumber Agung telt 3231 inwoners (volkstelling 2010).